# Aéroport international de Greenville-Spartanburg
L'aéroport international de Greenville-Spartanburg, en anglais (code IATA : GSP), également connu sous le GSP, ou Roger Milliken Field, est un aéroport public situé entre les villes de Greenville et Spartanburg, en Caroline du Sud. Plus précisément, l'aéroport est situé près de la ville de Greer.